# Tân Giang, Cao Bằng
Tân Giang là một phường thuộc tỉnh Cao Bằng, Việt Nam.

## Địa lý
Phường Tân Giang nằm ở khu vực trung tâm thành phố Cao Bằng, có vị trí địa lý:
- Phía đông giáp phường Duyệt Trung và phường Sông Bằng
- Phía tây giáp phường Hòa Chung
- Phía nam giáp huyện Hòa An
- Phía bắc giáp phường Hợp Giang và phường Sông Bằng.

Phường Tân Giang có diện tích 4,54 km², dân số năm 2019 là 8.074 người, mật độ dân số đạt 1.778 người/km².
Trên địa bàn phường Tân Giang núi Địa Chất, bệnh viện Đa khoa tỉnh Cao Bằng và pháo đài Quân sự tỉnh. Quốc lộ 34B chạy qua địa bàn phường.

## Hành chính
Phường Tân Giang được chia thành 44 tổ dân phố: 1, 2, 3, 4, 5, 6, 7, 8, 9, 10, 11, 12, 13, 14, 15, 16, 17, Hòa Chung 1, Hòa Chung 2, Hòa Chung 3, Hòa Chung 4, Hòa Chung 5, Hòa Chung 6, Hòa Chung 7, Hòa Chung 8, Duyệt Trung 1, Duyệt Trung 2, Duyệt Trung 3, Duyệt Trung 4, Duyệt Trung 5, Chu Trinh 1, Chu Trinh 2, Chu Trinh 3, Chu Trinh 4, Chu Trinh 5, Lê Chung 1, Lê Chung 2, Lê Chung 3, Lê Chung 4, Lê Chung 5, Lê Chung 6, Lê Chung 7, Lê Chung 8, Lê Chung 9.

## Lịch sử
Phường Tân Giang trước đây vốn là một phần tiểu khu Nà Phía thuộc thị xã Cao Bằng.
Ngày 10 tháng 9 năm 1981, Hội đồng Bộ trưởng ban hành Quyết định 60-HĐBT về việc giải thể tiểu khu Nà Phía để thành lập phường Tân Giang và xã Duyệt Trung.
Ngày 25 tháng 9 năm 2012, Chính phủ ban hành Nghị quyết 60/NQ-CP về việc thành lập thành phố Cao Bằng thuộc tỉnh Cao Bằng. Phường Tân Giang thuộc thành phố Cao Bằng.
Đến năm 2019, phường Tân Giang được chia thành 21 tổ dân phố, đánh số từ 1 tới 21.
Ngày 9 tháng 9 năm 2019, Hội đồng Nhân dân tỉnh Cao Bằng ban hành Nghị quyết số 27/NQ-HĐND về việc sáp nhập, đổi tên các xóm, tổ dân phố trên địa bàn tỉnh:
- Giữ nguyên các TDP 1, 2, 3, 4, 5, 6, 7
- Sáp nhập tổ dân phố 9 vào tổ dân phố 8
- Đổi tên tổ dân phố 11 thành tổ dân phố 9
- Sáp nhập tổ dân phố 12 vào tổ dân phố 10
- Đổi tên tổ dân phố 13 thành tổ dân phố 11
- Đổi tên tổ dân phố 14 thành tổ dân phố 12
- Sáp nhập hai tổ dân phố 15 và 16 thành tổ dân phố 13
- Sáp nhập hai tổ dân phố 17 và 18 thành tổ dân phố 14
- Đổi tên tổ dân phố 19 thành tổ dân phố 15
- Đổi tên tổ dân phố 20 thành tổ dân phố 16
- Đổi tên tổ dân phố 21 thành tổ dân phố 17.